# 메리 맥라렌

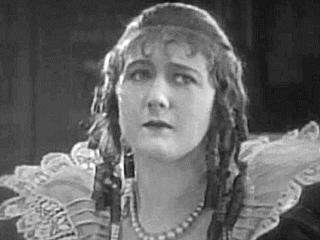

메리 맥라렌(Mary MacLaren, 1896년 1월 19일 ~ 1985년 11월 9일)는 미국의 배우, 영화배우, 연극 배우이다.
피츠버그에서 태어났으며 할리우드에서 사망하였다. 포리스트 론 메모리얼 파크에 매장되었다.

## 영화
- 키티 (1945년)
- 어라운드 더 월드 (1943년)
- 샤도우 (1940년)
- 브로드웨이 세레나데 (1939년)
- 캡틴 재뉴어리 (1936년)
- 희극의 왕 (1936년)
- 팬텀 브로드캐스트 (1933년)
- 슈즈 (1916년)